# Jean-Claude Hauc
 (août 2012).
Si vous disposez d'ouvrages ou d'articles de référence ou si vous connaissez des sites web de qualité traitant du thème abordé ici, merci de compléter l'article en donnant les références utiles à sa vérifiabilité et en les liant à la section « Notes et références ».
Jean-Claude Hauc, né le 9 janvier 1949, est un romancier et essayiste français.

## Biographie
Jean-Claude Hauc est né à Béziers en 1949. Après des études de lettres à l'université Paul Valery de Montpellier, il commence une carrière d'enseignant de français. De 1976 à 1991, il codirige la revue littéraire Textuerre et participe à de nombreuses manifestations de l'avant-garde littéraire. Il a publié une vingtaine de romans et récits chez différents éditeurs (Cadex, Les Editions de Paris, Champion, Tinbad...), ainsi que des ouvrages sur le XVIIIe siècle. 
Spécialiste des aventuriers et des libertins, il s'intéresse particulièrement à Goudar, Casanova, Sade ou Nerciat. Plusieurs textes de Jean-Claude Hauc sont parus dans les revues L'intermédiaire des casanovistes (Genève) et Casanoviana (Trieste).
En 2010, il est nommé consultant auprès des artistes exposés, responsable de la partie " scientifique " du catalogue et chargé de programmer des conférences lors de la manifestation Casanova forever  organisée par le FRAC Languedoc-Roussillon. 
En 2015, il participe à l'émission Secrets d'Histoire consacrée à Giacomo Casanova, intitulée Casanova, l'amour à Venise, diffusée le 20 octobre 2015 sur France 2.
Il fait partie de la rédaction des Lettres françaises.

## Œuvres

### Romans et récits
- Textes, Le Lumen, 1979.
- Le Fil du miroir (avec Claude Sarthou), Graphium, 1980.
- Langue nègre (avec Alain Robinet), Textuerre, 1981.
- Necromancer machine, Graphium, 1983.
- Roman du plus mort que vif, Jacques Brémond, 1984.
- Erratiques, Cadex éditions, 1985.
- Les Macchabs vites, Cadex éditions, 1988.
- Fragments d’un meurtre, Cadex éditions, 1991.
- Journal de l’homme arrêté, Cadex éditions, 1992.
- Le Vent du dehors, Cadex éditions, 1993.
- Une voix pour Orphée, Cadex éditions, 1996.
- La Nuit du libertin, Cadex éditions, 1998.
- Fragments du solstice, Cadex éditions, 2000.
- Les Eaux noires, Cadex éditions, 2003.
- L’Indifférent, Cadex éditions, 2004.
- Mes petites marquises (avec Daniel Dezeuze), RESzone, 2008.
- La Nasse, L’Harmattan, 2008.
- Le diable menait la danse, Z4 éditions, 2020.
- Un arrière goût de rat, Tinbad, 2021.
- Les Remembrances de l'enseignant à la retraite, Douro éditions, 2021.
- La Sauterelle, Douro éditions, 2024.
- Journal du coureur, Tinbad, 2024.

### Essais et histoire littéraire
- L’Appétit de Don Juan, Cadex éditions, 1994.
- Quel sangue… Quella piaga… - Une guirlande pour Casanova, Cadex éditions, 2000.
- Casanova et la belle Montpelliéraine, Cadex éditions, 2001.
- Ange Goudar, un aventurier des Lumières, Éditions Honoré Champion, 2004.
- Le Voyage et la Plume, Les Presses du Languedoc, 2004.
- Voyage de Casanova à travers la Catalogne, le Roussillon et le Languedoc, Les Presses du Languedoc, 2006.
- Aventuriers et libertins au siècle des Lumières, Les Éditions de Paris, 2009.
- Trois femmes des Lumières, Les Éditions de Paris, 2010.
- Les Châteaux de Sade, Les Éditions de Paris, 2012.
- Sade amoureux précédé de Un grand seigneur méchant homme, le comte de Charolais, Les Éditions de Paris, 2015.
- Miscellanées casanoviennes, Hippocampe éditions, 2017.
- Les valets de Casanova suivi de Louis de Castelbajac, rival de Casanova, Les Éditions de Paris, 2020.
- Casanova franc-maçon, Douro éditions, 2023.
- Casanova et la Montpelliéraine, Douro éditions, 2025.

### Ouvrages de luxe ou à tirage limité
- Le Défilé sous l’arche, Coprah, 1978.
- Sacro Bosco, Muro Torto, 1979.
- Erratiques III, IV & V, Carte Blanche, 1981.
- Le détroit des Dardanelles, (avec René Bonargent), Indifférences, 1981.
- Mémoire(s) (collectif), Ecbolade, 1981.
- La Peinture encore, PARC, 1982.
- Kijno Linos-froissage (avec Jean-Luc Parant et Bernard Noël), Carte Blanche, 1983.
- Treize configurations (collectif), Ecbolade, 1983.
- Fusée 3, Carte Blanche, 1984.
- Els Tretze vents (collectif), Musée de Céret & Carte Blanche, 1984.
- Abattage (avec Bernard Teulon-Nouailles), Association Art vivant, 1992.
- L’Œuvre au noir (avec Serge Lunal), Rivières, 2009.
- I colori di Massimo Arrighi, Campanotto Rifili, 2014.
- Umberto Mariani - Sinfonie di pieghe, Fondation Mudina, 2016.
- Plein orage, Il Robot Adorabile, 2018.
- Notre époque (collectif), Tardigradéditions, 2019.
- A quatro mani con Sara Goudar (avec Anne-Marie Jeanjean), Tardigradéditions, 2021.